# Hauts-Vals-sous-Nouroy
Ancienne commune de la Haute-Marne, la commune de Hauts-Vals-sous-Nouroy a existé de 1972 à 1992. Elle a été créée en 1972 par la fusion des communes d'Heuilley-le-Grand, de Noidant-Chatenoy, du Pailly, de Palaiseul et de Violot. En 1992 elle a été supprimée et les cinq communes constituantes ont été rétablies.

## Politique et administration
| Période                                  | Période | Identité    | Étiquette | Qualité |
| ---------------------------------------- | ------- | ----------- | --------- | ------- |
| Les données manquantes sont à compléter. |         |             |           |         |
| avant 1988                               | ?       | André Ovart |           |         |